# اندیس گچ بارز
گچ بارز یک اندیس غیرفلزی است که در  استان چهارمحال و بختیاری قرار دارد و مادهٔ معدنی موجود در آن، گچ است. و دیرینگی آن به دوران گچساران-میوسن می‌رسد. 